# Trachypodopsis himantophylla
Trachypodopsis himantophylla là một loài rêu trong họ Trachypodaceae. Loài này được (Müll. Hal. ex Renauld & Cardot) M. Fleisch. mô tả khoa học đầu tiên năm 1906.